# Nato Gabunia
Nato Gabunia, född 1859, död 1910, var en georgisk skådespelare. 
År 1879 återinvigdes Tbilisi-teatern (senare Rustaveli Theater) av ett teatersällskap bestående av bland andra Ilia Chavchavadze, och återinvigde därmed den georgiska teaterkonsten, sedan Giorgi Eristavis tillfälliga teater 1851-56. Den blev 1880 Georgiens nationalscen. 
Hon ses som en av de bästa representanterna för den georgiska realistiska skolan. Hon var särskilt framgångsrik i att spela roller som viljestarka kvinnor. Pjäser skrevs speciellt för henne av Ilia Chavchavadze. 